# Butargă

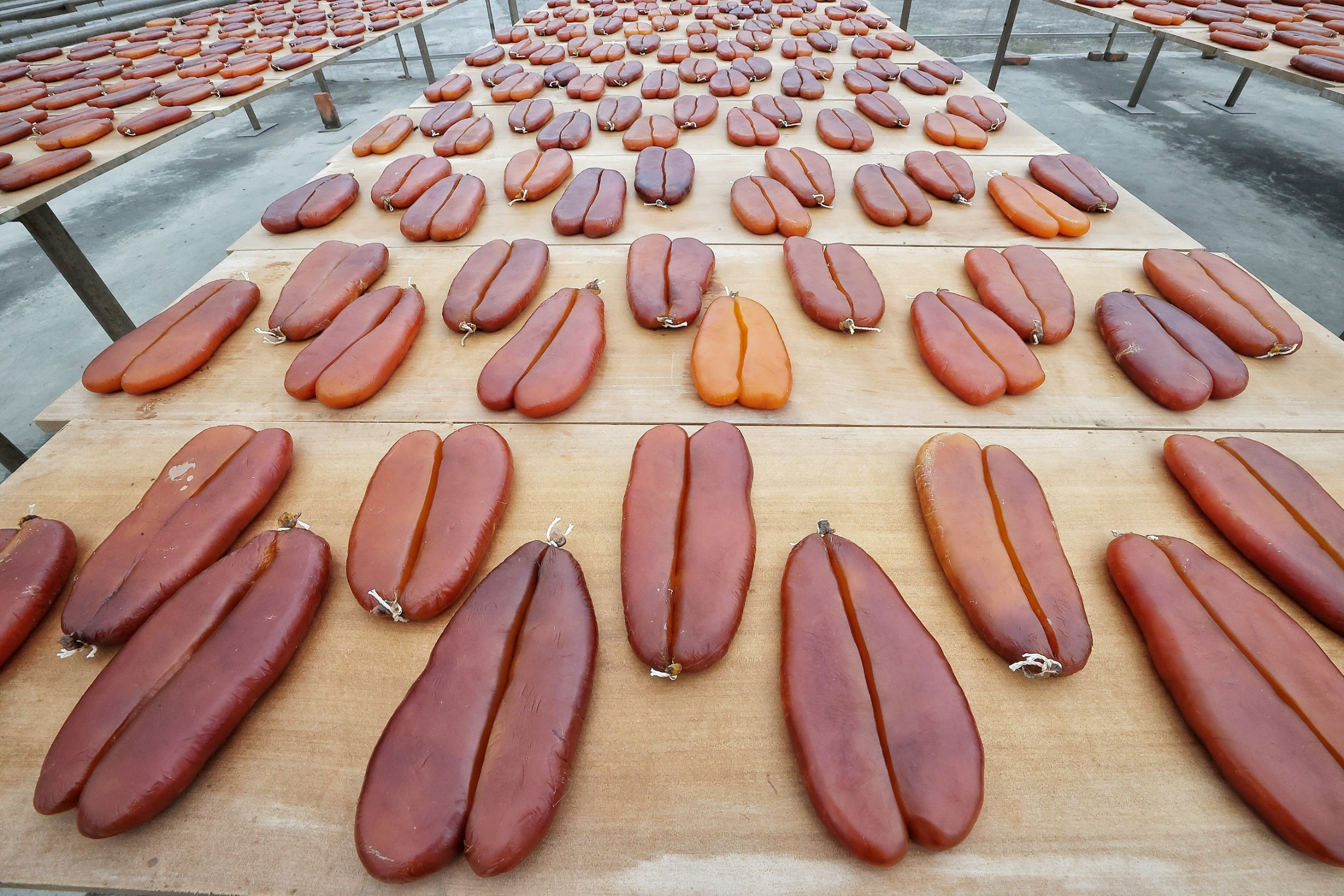
Botargă

Termenul butargă definește icre (de obicei de chefal) prezervate prin presare, sărare și uscare la soare sau prin afumare. Pot fi cumpărate și ținute în membrana originală sau în ceară. Sunt în general apreciate oriunde culturile pescărești și otomane se întrepătrund. Se manâncă de obicei cu pâine. Variantele franceze și italiene nu includ de obicei uscarea la soare sau afumarea, procese găsite însă la evreii spanioli și la români.